# Västerås HF
Västerås HF var en handbollsförening från Västerås, Västmanlands län. Klubben har gjort sex säsonger i Sveriges högsta division i handboll för herrar, 1942–1948. Under ett par säsonger samverkar Västerås HF med Irsta HF angående elitverksamheten. Denna bedrivs sedan 2011 gemensamt inom VästeråsIrsta HF.